# Пена (річка)
Пена (мак. Пена), у старих джерелах Тетовська Бистриця, Тетовска-Река (в деяких джерелах витоки позначаються як Шарська-Река)  — річка в Північній Македонії. Притока Вардару. Довжина — 158 км, площа водозабірного басейну — 3300 км².
На річці розташоване місто Тетово.